# Nisitrus maculosus
Nisitrus maculosus is een rechtvleugelig insect uit de familie krekels (Gryllidae). De wetenschappelijke naam van deze soort is voor het eerst geldig gepubliceerd in 1871 door Walker.